# Petre Marin
Petre Marin (n. 8 septembrie 1973, București) este un fotbalist român retras din activitate. În prezent este directorul sportiv al echipei Concordia Chiajna. Este cunoscut pentru activitatea sa ca fundaș stânga la echipa Steaua București, unde a obținut două titluri de campion, o supercupă, o calificare în semifinalele Cupei UEFA și trei calificări consecutive în Liga Campionilor. Fiul său, Răzvan Marin, este tot fotbalist.

## Cariera
A început fotbalul la vârsta de 7 ani și jumătate la Sportul Studențesc ca portar.  A ajuns jucător de câmp în urma unui turneu de sală când și-a rupt mâna și a decis să abandoneze cariera de portar. Când a fost întrebat pe ce post vrea să evolueze a zis că vrea să fie mijlocaș sau atacant. Debutul în Divizia A a avut loc pe 24 octombrie 1993, Sportul Studențesc-FC Inter Sibiu (1-0).
Timp de 10 ani avea să joace pentru echipa din Parcul cu Platani cu o întrerupere de 6 luni, timp în care a evoluat pentru Rapid București. Cu FC Național, Petre Marin a jucat împotriva Valenciei și AC Milan. Când a primit propunerea de a semna un contract cu Steaua București a acceptat imediat motivând: „Steaua nu poate fi refuzată”. Pe 29 martie 2006 a primit Medalia „Meritul Sportiv” clasa a II-a cu o baretă din partea președintelui României de atunci, Traian Băsescu, pentru că a făcut parte din lotul echipei FC Steaua București care obținuse până la acea dată calificarea în sferturile Cupei UEFA 2005-2006.
În vara anului 2010 a jucat pentru Unirea Urziceni, echipă de la care a plecat liber de contract în august.
În 2011 a jucat la CS Concordia Chiajna, echipă de la care s-a și retras.
A jucat în 468 de meciuri, clasându-se pe locul al șaselea în topul jucătorilor cu cele mai multe meciuri în prima divizie, sub Costel Câmpeanu. 
În afară de fotbal, Petre Marin a mai practicat și boxul.

## Naționala
A debutat în echipa națională pe 27 mai 2004, Irlanda - România (1-0), pentru care a jucat nouă meciuri (cu Irlanda, Olanda (în 2005), Cipru, Belarus, Spania (în 2006), Moldova, Turcia, Belarus și Germania (în 2007).

## Titluri
Are în palmares la Steaua: semifinala Cupei UEFA, 2 titluri de campion și o Supercupă a României. A jucat pentru Steaua București în grupele UEFA Champions League, contabilizând 14 meciuri în această competiție.
| Sezon     | Club                | Titlu              |
| --------- | ------------------- | ------------------ |
| 2004-2005 | FC Steaua București | Divizia A          |
| 2005-2006 | FC Steaua București | Divizia A          |
| 2005-2006 | FC Steaua București | Supercupa României |